# Marton (Shropshire)
Pour les articles homonymes, voir Marton.
 (août 2024).
Marton est un village du Shropshire, en Angleterre.